# Ida-Marie Corell
Ida-Marie Corell (* 1984 in München) ist eine deutsche Künstlerin. 

## Leben
Ida-Marie Corell wuchs in München auf. Sie studierte ab dem Jahr 2003 an der Universität für angewandte Kunst Wien sowie an der Kunsthochschule Oslo. Anschließend zog sie nach Berlin-Kreuzberg. Sie promovierte am Zentrum für Kunst- und Wissenstransfer der Universität für angewandte Kunst Wien mit einer Dissertation zum Thema „Alltagsobjekt Plastiktüte“. Bei der Ausstellung „Alltagsobjekt Plastiktüte“ des Gewerbemuseums Winterthur war sie als Mitkuratorin beteiligt.
Sie war als Kuratorin oder Mitkuratorin an verschiedenen Ausstellungen beteiligt. Einzel- oder Gruppenausstellungen, wie beispielsweise auf der Architekturbiennale in Venedig 2010, werden gelegentlich durch eigene Performances begleitet.

## Werk
Corell arbeitet sowohl mit Performance, Installation, Musik, Zeichnungen, Text, Collagen, Malerei, Fotografie, Film und Video. 2003 gründete sie ihr eigenes musikalisches, performative Genre: „aggressive Chansons“. 

## Ausstellungen / Performances (Auswahl)
- 2014 Lebanon Tournee Performances and Exhibitionist at AUB, Kulturzentrum Jounieh, Artlab Gallery Beirut, Schweitzer Club Tripolis
- 2013 The for Ulay Performance with Ulay at Salon Dahlmann Berlin and De Apple Amsterdam
- 2013 „Room NR: 34“, Hotel Olympic
- 2013 „The Innocent“. Hospiz St. Christoph am Arlberg
- 2013 „The Pool Performance“. Hospiz St. Christoph am Arlberg
- 2012 „Shoppingladies“, „spaces + faces“, Die Ausstellungsstrasse, Wien
- 2013 „ID(E)A“, „Contemporary Venus“, „Coup de Sac!“, Musée cantonal de design et d’arts appliqués contemporains Lausanne
- 2013 „ID(E)A“, Performance, „Coup de Sac!“, MUDAC, Lausanne
- 2012 „Contemporary Venus“ „ID(E)A“ „Oh, Plastiksack!“, Gewerbemuseum Winterthur
- 2012 „ID(E)A“, Performance, „Oh, Plastiksack!“, Gewerbemuseum Winterthur
- 2011 „Vienna calls 0049“, Die Ausstellungsstrasse, Wien
- 2011 Remix 9, Galerie im Regierungsviertel, Forgotten Bar, Berlin
- 2010 „undsoweiter“, Galerie im Regierungsviertel, Forgotten Bar, Berlin
- 2010 „SEHNSUCHT“, Performance, Architecture Biennale, German Pavilion, Opening of the German Pavilion, Biennale di Venezia,
- 2010 „SEHNSUCHT“, Performance, 3rd Salon Architecture Biennale, Roter Salon, Volksbühne, Berlin
- 2010 „Athens“, six D.O.G.S., Athen
- 2010 „Tourista“, Hotel Olympic, München
- 2010 Remix 7, Galerie im Regierungsviertel, Forgotten Bar Berlin
- 2005 „Licht mit Pflückbildern“, MAK Vienna